# كليفورد أنتوني
كليفورد أنتوني (بالإنجليزية: Clifford Antone)‏ هو مؤرخ موسيقى ‏ أمريكي، ولد في 27 أكتوبر 1949 في بورت أرثر في الولايات المتحدة، وتوفي في 23 مايو 2006 في أوستن في الولايات المتحدة بسبب نوبة قلبية.

## وصلات خارجية
- كليفورد أنتوني على موقع IMDb (الإنجليزية)
- كليفورد أنتوني على موقع ميوزك برينز (الإنجليزية)